# Cazin
Občina Cazin, popis 1991.; skupaj: 63.409
Cazin, popis 1991.; skupaj: 12.203
Cazin je mesto in občina v severozahodni Bosni in Hercegovini, v bližini meje s Hrvaško. Spada v Unsko-sanski kanton. Po mestu se imenuje tudi Cazinska Krajina. Samo mesto se nahaja ob glavni cesti, ki povezuje Bihać in Veliko Kladušo.